# La Bataille des deux Springfield
 (août 2022).
Si vous disposez d'ouvrages ou d'articles de référence ou si vous connaissez des sites web de qualité traitant du thème abordé ici, merci de compléter l'article en donnant les références utiles à sa vérifiabilité et en les liant à la section « Notes et références ».
La Bataille des deux Springfield (France) ou Un code, une ville (Québec) (A Tale of Two Springfields) est le 2e épisode de la saison 12 de la série télévisée d'animation Les Simpson.

## Synopsis
Un blaireau occupe la niche de Petit Papa Noël. Homer Simpson, en voulant le dégager, est sérieusement blessé et décide d'appeler un service de dératisation. Mais le numéro aboutit à une tonalité d'anomalie. Marge lui explique que pour des raisons d'épuisement du stock de numéros téléphoniques, la ville s'est vu dotée d'un deuxième indicatif.
Lors d'une réunion, Homer se rend compte que tous les riches du quartier (Hibbert, Skinner, Krusty, Burns, Apu, Tahiti Mel, Krapabelle, Hoover, Smithers, Professeur Frink, Quimby et d'autres...) ont pu garder le premier indicatif, le 636.
En écoutant la radio, Homer apprend avec rage que le gagnant d'un prix possède le même numéro de téléphone que lui mais qu'il habite chez les riches. Homer décide alors avec Moe, Flanders, Barney, Carl, Willie, McAllister, Lenny et d'autres de fonder le nouveau Springfield. Il en devient même le maire mais comme il laisse les habitants vivre n'importe comment, tout le monde excepté les Simpson passe dans le vieux Springfield. Du coup Homer coupe l'électricité et l'eau des habitants de l'ancienne ville. Ce n'est que pendant un concert des Who que toute la ville est de nouveau réunie.